# (1574) Meyer
(1574) Meyer es un asteroide perteneciente al cinturón exterior de asteroides descubierto el 22 de marzo de 1949 por Louis Boyer desde el observatorio de Argel-Bouzaréah, Argelia.

## Designación y nombre
Meyer recibió al principio la designación de 1949 FD.
Posteriormente se nombró en honor del astrónomo francés Georges Meyer, quien fuera director del observatorio de Argel.

## Características orbitales
Meyer orbita a una distancia media del Sol de 3,545 ua, pudiendo alejarse hasta 3,676 ua. Tiene una inclinación orbital de 14,47° y una excentricidad de 0,0369. Emplea 2438 días en completar una órbita alrededor del Sol.